# Isen (Brauch)
Das Isen (Plattdeutsch für ‚Eisen‘ in der Bedeutung von Eis aufschlagen ) war ein alter bremischer Brauch, der seit Anfang des 14. Jahrhunderts überliefert ist und bis zum Ersten Weltkrieg üblich war. Das Isen bezeichnete dabei ein (Fest-)Essen, das jeder neugewählte Ratsherr (ab Anfang des 19. Jahrhunderts Senator genannt) auf eigene Kosten für den Rat der Stadt auszurichten hatte.

## Geschichte des Brauchs

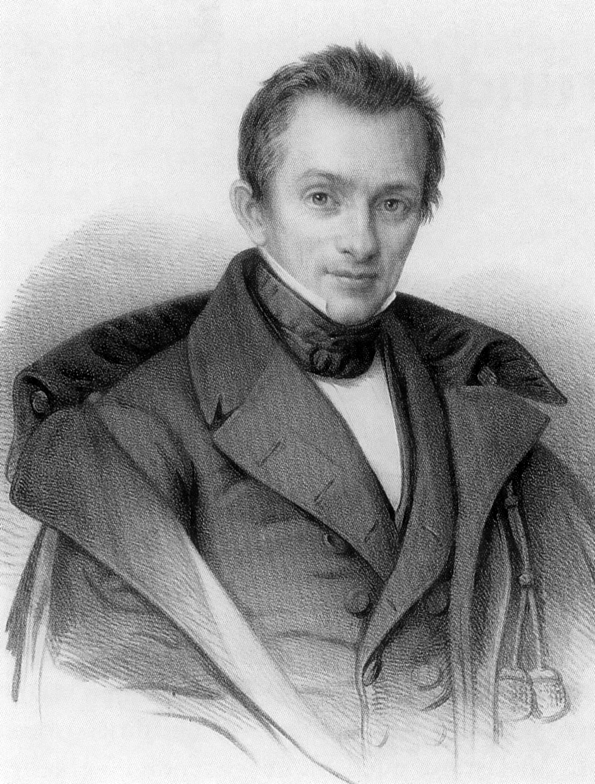
Arnold Duckwitz hatte 1841 anlässlich des Isens zu seiner Wahl in den Senat neben den Kosten für Essen und Getränke eine Rechnung über 125 zerbrochene Weingläser zu begleichen.

Bereits im Bremer Stadtrecht von 1303/1308 war festgeschrieben, dass jeder Ratsherr anlässlich seiner Wahl dem gesamten Rat eine Mahlzeit auszugeben hatte. Nach alter Sitte war es sogar das Recht der Gäste, nach dem Isen von der Tafel an Speisen und Getränken mitnehmen zu dürfen, was sie nicht aufgezehrt hatten. Gemäß den Aufzeichnungen des Senators und Bürgermeisters Theodor Spitta, der 1911 noch auf Lebenszeit in den Senat gewählt worden war, waren später nicht nur der Rat, sondern schlichtweg „die Bürger der Stadt“ zum Isen eingeladen. Anfang des 20. Jahrhunderts schwankte die Zahl der Gäste zwischen einhundert und mehreren hundert und umfasste üblicherweise neben den Mitgliedern des Senats und den Syndici, einen Großteil der Bürgerschaft, berufliche Weggefährten sowie Verwandte und Freunde.
Umfang und Zusammensetzung des Essens variierten im Lauf der Zeit: So bewirtete Arnold Duckwitz 1841 seine Gäste z. B. mit 1086 Flaschen Wein, 3024 „Senatorenkringel“ und 72 kg Konfekt. Zu Zeiten Spittas bestand das Essen – das im ehemaligen Museum am Domshof ausgerichtet wurde – aus Kükenragout, dazu wurden Rhein- und Moselweine ausgeschenkt. Die Besucher erhielten darüber hinaus ein Gastgeschenk (eine „Erinnerungsgabe“) – 1911 war dies ein Etui Zigarren. Der neu gewählte Senator war zudem verpflichtet, nach dem Essen von Tisch zu Tisch zu gehen und auf die Reden und Glückwünsche, die ihm dargebracht wurden, zu antworten.
Mit dem Ersten Weltkrieg und dem Ende der Senatorenwahlen auf Lebzeit endete auch der für den Gastgeber mitunter sehr kostspielige Brauch des Isens.

## Ursprung der Bezeichnung
Die Bezeichnung Isen (‚Eis aufschlagen‘) leitet sich ursprünglich vom Aufschlagen des Eises in den Gräben vor der Stadtmauer ab, die im Winter aus Gründen der Sicherheit der Stadt stets offen gehalten werden mussten. Die zu diesem Zwecke (der gemäß Spitta eine unentgeltliche Bürgerpflicht war, gemäß Bremisch-niedersächsischen Wörterbuch mit einem Isel-Geld vergütet wurde) hier tätigen Bürger wurden laut Tradition von den für die Befestigungen zuständigen Mauerherren aus dem Rat nach geleisteter Arbeit bei einem Essen bewirtet. Später wurde der Begriff Isen dann auf die Bewirtung anlässlich der Ratsherrenwahl übertragen. Es scheint jedoch auch einen Zusammenhang mit dem niederländischen Wort eisen (Neuhochdeutsch heischen) zu geben, das fordern oder begehren bedeutet und auf das alte Recht der Bürger anspielt, von den neugewählten Amtsträgern ein Mahl einfordern zu können.